# Krajnik Dolny
Krajnik Dolny [ˈkrai̯nik ˈdɔlnɨ] (tiếng Đức: Niederkränig) là một ngôi làng thuộc khu hành chính của Gmina Chojna, thuộc quận Gryfino, West Pomeranian Voivodeship, ở phía tây bắc Ba Lan, gần biên giới Đức. Nó nằm khoảng 10 kilômét (6 mi)   phía tây bắc Chojna, 27 km (17 mi) về phía tây nam Gryfino và 47 km (29 mi) về phía tây nam của thủ đô khu vực Szczecin.
Trước năm 1945, khu vực này là một phần của Đức. Đối với lịch sử của khu vực, xem Lịch sử của Pomerania. Ngôi làng là một biên giới với Đức.